# Тришневський Богдан Миколайович
Богдан Миколайович Тришневський (28 січня 1998, смт Чемерівці — 22 квітня 2022, Донецька область, Україна) — старший лейтенант ДШВ ЗСУ (підрозділ не уточнено), учасник російсько-української війни.

## Життєпис
Народився 28 січня 1998 року в смт Чемерівцях, нині Чемеровецької громади Чемеровецького району Хмельницької области України.
Закінчив Чемеровецький НВК № 2, Військову академію (м. Одеса) (2019), навчально-науковий інститут інноватики, природокористування та інфраструктури Західноукраїнського національного університету.
З початком російського вторгнення 2022 року брав участь в бойових діях в складі Збройних Сил України. Загинув 22 квітня 2022 року на Донеччині.
Похований 30 квітня 2022 року в родинному селищі.

## Нагороди
- орден «За мужність» III ступеня (17 червня 2022 року, посмертно) — за особисту мужність під час виконання бойових завдань, самовіддані дії, виявлені у захисті державного суверенітету та територіальної цілісності України, вірність військовій присязі.